# Zondag Gaudete
Gaudete (Latijn voor Verheugt u) is een gregoriaans introïtusgezang voor de mis van de derde zondag van de Advent en tevens de naam voor deze zondag van de Advent.
De term 'Gaudete' is ontleend aan een vers uit de Brief van Paulus aan de Filippenzen (4:4), waarin de apostel Paulus de gemeenschap oproept tot vreugde:
Gaudete in Domino semper. Iterum dico: Gaudete!
Verheugt u in de Heer te allen tijde.  Nog eens: verheugt u! (Willibrordvertaling)
Net zoals op Laetare in de vastentijd mag op de derde Adventszondag oudroze (= een mengsel van paars en wit) als liturgische kleur worden gebruikt in plaats van paars daar waar dit gebruikelijk is.

## Tekst
| Latijn | Nederlands |
| --- | --- |
| Gaudete in Domino semper, iterum dico, gaudete. | Verheugt u altijd in de Heer, ik herhaal het, verheugt u! |
| Modestia vestra nota sit omnibus hominibus: Dominus enim prope est. Nihil solliciti sitis: sed in omni oratione petitiones vestrae innotescant apud Deum. | Dat uw bescheidenheid aan alle mensen bekend worde, want de Heer is nabij. Weest om niets bekommerd, maar laat al uw verlangens aan God kennen door het gebed. |